# Krzysztof Guzowski
Krzysztof Guzowski (ur. 13 stycznia 1962 w Zamościu) – polski duchowny katolicki, teolog, profesor nauk teologicznych, nauczyciel akademicki Wydziału Teologii Katolickiego Uniwersytetu Lubelskiego Jana Pawła II, kapłan diecezji zamojsko-lubaczowskiej.

## Życiorys
Święcenia kapłańskie otrzymał 9 czerwca 1987 w Lublinie z rąk Jana Pawła II. Od roku akademickiego 2008/2009 jest dyrektorem Instytutu Teologii Dogmatycznej na Wydziale Teologii KUL. Jest również wiceprezesem Towarzystwa Teologów Dogmatyków.

## Wybrane publikacje
- 2001: Wyspy : poemat ISBN 83-87143-95-2
- 2004: Symbolika trynitarna Brunona Fortego ISBN 83-7363-151-8
- 2006: Osoba ludzka : próba definicji(red. tomu) ISBN 83-7363-357-X